# Nuussuaq (halvö i Grönland, Qaasuitsup, lat 70,42, long -52,50)
Nuussuaq är en halvö i Grönland (Kungariket Danmark).   Den ligger i kommunen Qaasuitsup, i den centrala delen av Grönland, 700 km norr om huvudstaden Nuuk.